# (15207) 1979 KD
(15207) 1979 KD est un astéroïde de la ceinture principale découvert en 1979.

## Description
(15207) 1979 KD a été découvert le 19 mai 1979 à l'observatoire de La Silla, au Chili, par Richard M. West.

### Caractéristiques orbitales
L'orbite de cet astéroïde est caractérisée par un demi-grand axe de 2,59 UA, un périhélie de 2,20 UA, une excentricité de 0,15 et une inclinaison de 7,85° par rapport à l'écliptique. Du fait de ces caractéristiques, à savoir un demi-grand axe compris entre 2 et 3,2 UA et un périhélie supérieur à 1,666 UA, il est classé, selon la JPL Small-Body Database, comme objet de la ceinture principale.

### Caractéristiques physiques
(15207) 1979 KD a une magnitude absolue (H) de 13,0 et un albédo estimé à 0,411.